# Sto lat

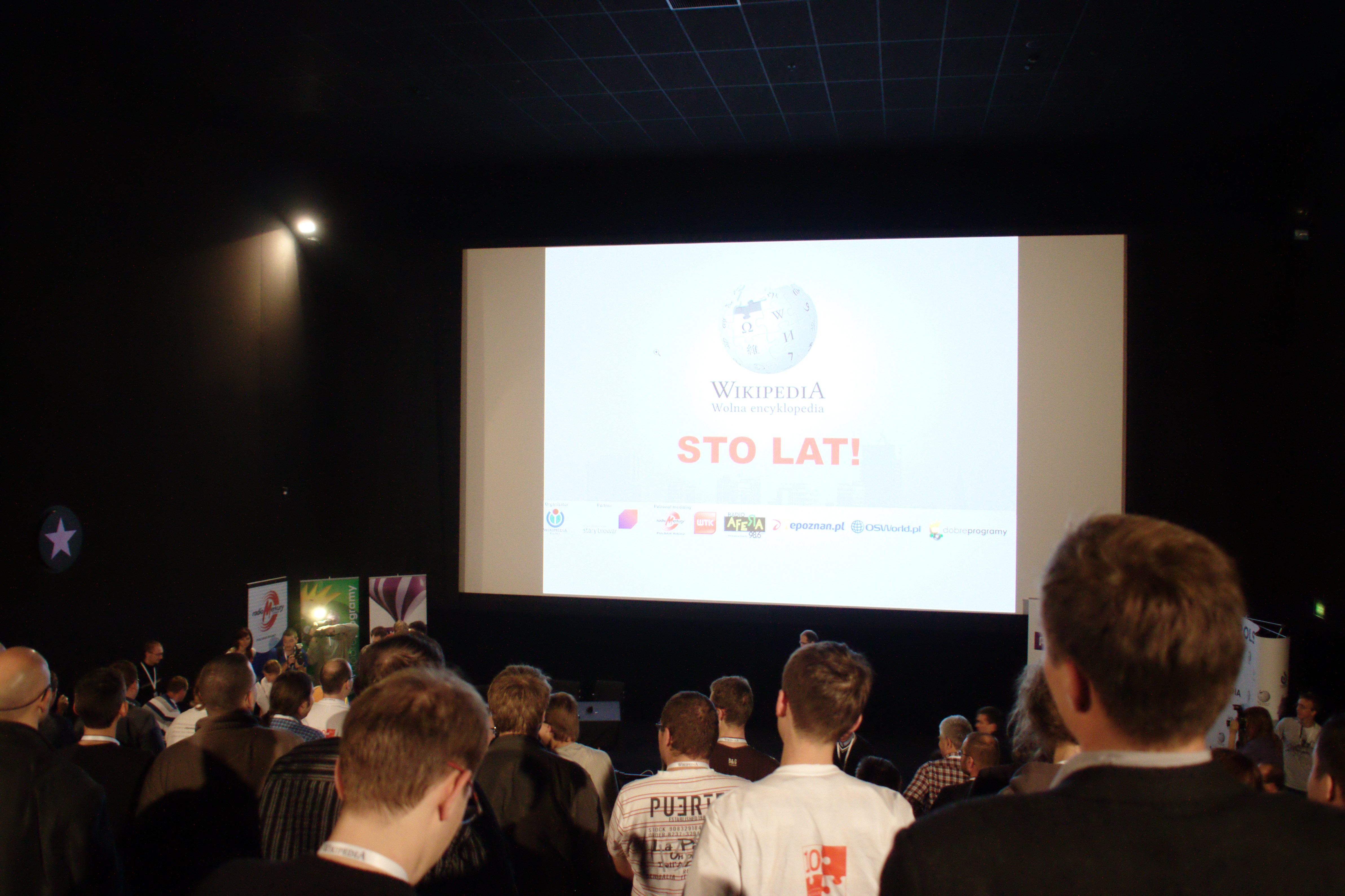
Sto lat als Glückwunsch beim zehnjährigen Jubiläum der polnischen Wikipedia (24. September 2011)

Sto lat /ˈstɔlat/ („Hundert Jahre“) ist ein traditionelles polnisches Lied, das der besungenen Person gute Wünsche ausdrücken soll.
Ursprung und Autor des Liedes sind unbekannt.
Es dient hauptsächlich als Namenstags- und Geburtstagslied. Es wird aber auch bei Hochzeiten, Ehrungen aus anderen Anlässen wie Arbeitsjubiläum oder Titelgewinn der favorisierten Mannschaft angestimmt. Der ausgedrückte Wunsch „ein langes Leben“ tritt je nach Anlass mehr oder weniger stark in den Hintergrund.
„Sto lat“ wurde gesungen bei der Heimatvisite von Papst Johannes Paul II. und beim Amtsantritt des polnischen Staatspräsidenten Lech Kaczyński.
Der Bekanntheitsgrad von „Sto lat“ ist im polnischen Sprachraum ähnlich hoch wie Hoch soll er leben im deutschen oder Happy Birthday to You und For He’s a Jolly Good Fellow im englischen Sprachraum.

## Text
Der polnische Refrain lautet:
Sto lat, sto lat,
niech żyje, żyje nam.
Sto lat, sto lat,
niech żyje, żyje nam.
Jeszcze raz, jeszcze raz, niech żyje, żyje nam,
niech żyje nam! 
Durch Ersetzen von „żyje“ durch „żyją“ erhält man die Pluralform, mit der zwei Personen (z. B. das Hochzeitspaar) oder ganze Personengruppen geehrt werden können. Um eine Person direkt, in der zweiten Person Singular, anzusprechen (Hundert Jahre mögest du leben), wird "żyje" durch "żyjesz" ersetzt.
An den Text werden bei inoffiziellen bzw. privaten Anlässen üblicherweise weitere Verse angehängt. 
Eine gängige deutsche Übersetzung:
Hundert Jahre, hundert Jahre
möge er (sie) leben, leben mit uns.
Hundert Jahre, hundert Jahre
möge er (sie) leben, leben mit uns.
Noch einmal, noch einmal, er (sie) möge leben, möge leben,
möge leben mit uns.

## „Sto lat“ als Ausdruck
Mithilfe des Ausdrucks „Sto lat“ kann einer anderen Person ein Wunsch mitgeteilt werden. Dem Gebrauch nach entspricht er etwa den Wunschformeln „Alles Gute!“ oder „Gott schütze dich!“. Ferner findet „Sto lat!“ noch Verwendung als „Gesundheit!“ (nach dem Niesen einer anderen Person), aber weit seltener als „Na zdrowie!“ – das wörtliche „Gesundheit!“.
Der Ausdruck „Sto lat!“ wird bei Festlichkeiten (wie Hochzeiten) auch als Trinkspruch verwendet. Das eigentliche Prosit „Na zdrowie!“ ist allerdings im alltäglichen Gebrauch üblicher.